# Charles Lloyd (muzyk)
Charles Lloyd (ur. 15 marca 1938 w Memphis, stan Tennessee) – amerykański muzyk jazzowy. Najczęściej gra na saksofonie tenorowym i flecie, dodatkowo na saksofonie altowym i innych instrumentach.

## Życiorys
Lloyd urodził i wychowywał się w Memphis, mieście o bogatym życiu muzycznym. Naukę gry na saksofonie rozpoczął w wieku 9 lat. Jednym z jego najbliższych przyjaciół był trębacz Booker Little. Lloyd był sidemanem w grupach bluesowych takich artystów jak B.B. King, Howlin’ Wolf, Bobby Blue Bland i inni.
W 1956 Lloyd przeniósł się do Los Angeles i studiował na Uniwersytecie Południowej Kalifornii. W tym czasie występował w big bandzie Geralda Wilsona. Od 1960 do 1963 Lloyd grał w zespole perkusisty Chico Hamiltona i został jego muzycznym dyrektorem. Zespół ten początkowo wykonywał muzykę określaną jako "chamber jazz", jednak dzięki kompozycjom Lloyda rozpoczął grać muzykę w stylu post-bop. Głównym partnerem muzycznym Lloyda był w tej grupie gitarzysta Gábor Szabó. W 1964 Lloyd opuścił zespół Hamiltona i rozpoczął współpracę z saksofonistą Cannonballem Adderleyem. W tym okresie nagrał jako leader dwa albumy dla Columbia Records; wśród muzyków grających jako sidemani byli: Herbie Hancock, Ron Carter i Tony Williams. W latach 1966–1968 Lloyd prowadził kwartet z pianistą Keithem Jarretem, basistą Cecilem McBee (później, Ron McClure), i perkusistą Jackiem DeJohnette. Wraz z tym kwartetem nagrywał dla Atlantic Records. Muzyka grupy była interesującym połączeniem post-bopu, free jazzu, i soul jazzu. Grupa szybko zdobyła popularność zarówno wśród fanów jazzu, jak i krytyków. Nieco zaskakująco, osiągnęła sukces również wśród fanów muzyki rockowej. Nagrany przez grupę album Forest Flower stał się komercyjnym hitem, głównie dzięki sile tytułowego utworu. Inne znaczące albumy grupy to Dream Weaver i Love In.
Po zakończeniu działalności grupy w 1968, Lloyd ograniczył aktywność. Pomimo tego, że w latach 70. nagrał kilka albumów, a także pojawiał się na płytach innych twórców jako sideman, praktycznie zniknął z jazzowej sceny. Grał natomiast z zespołem The Beach Boys zarówno na ich płytach, jak i podczas koncertów. W późnych latach 70. Lloyd był członkiem grupy Celebration, złożonej z muzyków występujących na koncertach The Beach Boys, do której należej także Mike Love i Al Jardine. Grupa ta wydała dwa albumy.
Pod wpływem Michela Petruccianiego Charles Lloyd powrócił na scenę w latach 80. Od 1989 koncertował aktywnie i nagrywał dla wytwórni ECM. Chociaż jego styl nie zmienił się znacząco od lat 60. w nowych nagraniach ujawniła się duża wrażliwość Lloyda jako wykonawcy utworów utrzymanych stylistyce balladowej. Do znaczących płyt z tego okresu należy zaliczyć Canto, Voice in the Night, The Water Is Wide (z udziałem następujących muzyków: Brad Mehldau, John Abercrombie, Larry Grenadier, Billy Higgins) oraz Lift Every Voice (z udziałem Geri Allen).
Został laureatem NEA Jazz Masters Award na 2015.

## Dyskografia

### Jako leader
- Discovery! (1964, Columbia)
- Of Course, Of Course (1965, Columbia)
- Dream Weaver (1966, Atlantic)
- Charles Lloyd in Europe (1966, Atlantic)
- Forest Flower (1966, Atlantic)
- Love In (1967, Atlantic)
- Soundtrack (1968, Atlantic)
- Charles Lloyd in the Soviet Union (1970, Atlantic)
- MoonMan (1970, KAPP)
- Warm Waters (1971, KAPP)
- Waves (1972, A&M)
- Geeta (1973, A&M)
- Weavings (1978, Pacific Arts)
- A Night in Copenhagen (1984, Blue Note)
- Fish Out Of Water (1989, ECM)
- Notes From Big Sur (1992, ECM)
- The Call (1993, ECM)
- All My Relations (1994, ECM)
- Canto (1996, ECM)
- Voice In The Night (1999, ECM)
- The Water Is Wide  (2000, ECM)
- Hyperion With Higgins (2001, ECM)
- Lift Every Voice (2002, ECM)
- Which Way Is East (2004, ECM)
- Jumping The Creek (2005, ECM)
- Sangam (2006, ECM)
- Rabo de Nube (2008, ECM)

### Jako sideman
Z Chico Hamiltonem
- Passin' thru (1962, Impulse!)
- A different journey (1963, Reprise)
- The man from two worlds (1963, Impulse!)
- Transfusion (1963, Studio West)

Z Cannonballem Adderleyem
- Cannonball Adderley Live! (1964, Capitol)
- Cannonball Adderley’s Fiddler on the Roof (1964, Capitol)